# Stazione di Gagnone-Orcesco
La stazione di Gagnone-Orcesco è una fermata ferroviaria della ferrovia Locarno-Domodossola ("Vigezzina"). Serve le frazioni di Orcesco e Gagnone, nel comune di Druogno, nella provincia del Verbano-Cusio-Ossola.
È gestita dalla Società Subalpina Imprese Ferroviarie (SSIF).